# Villa Medusa
Villa Medusa er et tv-realityshow med deltagere, som uden penge på lommen skal finde arbejde i et turistområde for at få til husleje og husholdning.
Villa Medusa er blevet sendt i Danmark af TV Danmark i to omgange i 1999 og 2000. 
Konceptet er udviklet af det svenske produktionsselskab STRIX og også blevet sendt i Norge. Den svenske udgave gik fem sæsoner på Kanal 5 i perioden 1999 til 2001, mens den norske gik tre sæsoner på TVNorge i perioden 2000 til 2001.

## Koncept
8 personer lejer sig ind i et hus i Sydeuropa. De har som udgangspunkt ingen penge på lommen, og skal derfor ud at søge forefaldent arbejde for at tjene til husleje og mad.
Hver udsendelse á 1 time afsluttes med et stormøde, hvor deltagerne samles for at give hinanden point.
Ved stormødets afslutning er der fundet en vinder og en taber, som får plus- og minuspoint til en samlet stilling med henblik på at finde en endelig vinder af 250.000 kr. efter 10 programmer.

## Sæson 1999
I 1999 vandt Ludo. Blandt de andre deltagere sås i 1999 den nu professionelle pokerspiller Theo Jørgensen, motorcrosskøreren Jesper Kjær Jørgensen og den lesbiske Franciska "V". Sidstnævnte dukkede senere op i både realityprogrammerne Big Brother og Danmarks bedste handyman.

## Sæson 2000
Vinder i 2000 blev Tahir Rehman i partnerskab med 

Thomas TC Christensen. TC hjalp Tahir i pointregnskabet, så denne var urørlig i finalen mod den tavse kristne bedemand Jakob Buch.
Blandt de andre deltagere i 2000 var June Corell og Marianne Vang. 